# Super Aguri SA05
La Super Aguri SA05 è una vettura monoposto sportiva con la quale la Super Aguri ha fatto il proprio esordio nel Campionato mondiale di Formula 1 2006.

## Origine della vettura

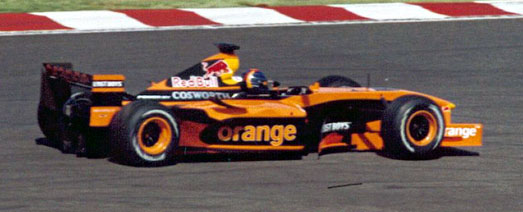
La Arrows A23 originale, da cui deriva la SA05

La Super Aguri aveva acquistato un certo numero di telai della scomparsa Arrows stabilendosi nel contempo nella sede della vecchia scuderia britannica a Leafield, in Gran Bretagna. Per il debutto in Formula 1, il progettista Mark Preston aveva pianificato di basarsi sulla BAR-Honda della stagione precedente, ma il regolamento vigente vietava a qualsiasi scuderia di utilizzare una vettura, anche di stagioni precedenti, realizzata da un altro concorrente ancora in attività. Si decise pertanto di basare la costruenda monoposto sulla Arrows A23 utilizzata nel 2002 e progettata da Mike Coughlan.
Per partecipare al Campionato mondiale di Formula 1 2006 non era tuttavia possibile semplicemente schierare le vecchie A23, in quanto erano frattanto entrati in vigore nuovi regolamenti tecnici, nuove limitazioni aerodinamiche e nuovi crash test molto più severi rispetto a quelli del 2002; Preston si mise quindi al lavoro per adattare la monoposto alle normative mantenendo basilarmente inalterati il telaio, lo schema delle sospensioni, la scatola del cambio in carbonio ed il passo. La Arrows tuttavia era stata progettata per accogliere un motore V10 da 3000 cm³, mentre dal 2006 la Formula 1 era passata a propulsori da 2400 cm³ a bancata V8, di dimensioni ben più ridotte: il problema fu superato frapponendo un distanziale fra motore e cambio. Nel sottoscocca fu mantenuta la doppia chiglia tipica della Arrows, così come il musetto adottò la stessa struttura deformabile e supporti per l'ala analoghi a quelli della vecchia monoposto inglese. Molti accessori e tecnologie vennero forniti dalla Honda, ivi compreso il motore, modello RA806E, V8 di 90° da 2400 cm³, in grado di erogare oltre 700 CV ad un regime di rotazione di oltre 18.500 giri/minuto.

## La stagione 2006
La Super Aguri scelse come piloti titolari i giapponesi Takuma Satō e Yuji Ide, mentre il francese Franck Montagny venne ingaggiato nel ruolo di collaudatore e di pilota per le sessioni del venerdì, cui comunque non prese parte nelle prime gare in quanto la squadra non aveva abbastanza vetture disponibili. Dopo pochi Gran Premi ad Ide, resosi responsabile di errori grossolani e incidenti in gara, venne ritirata la superlicenza e Montagny venne promosso a pilota titolare, per poi cedere il sedile a Sakon Yamamoto (che aveva già preso parte ad alcune gare come collaudatore nei test del venerdì) in coincidenza con l'esordio della nuova vettura al Gran Premio di Germania.
L'allestimento della monoposto fu lento e laborioso, sicché la vettura ebbe modo di compiere pochissimi giri nei test invernali: le sessioni si limitarono solo a qualche seduta nel mese di febbraio con i due piloti titolari. Data l'obsolescenza del materiale e le scarse risorse, le Super Aguri si trovarono ad occupare le ultime posizioni della griglia di partenza e, ritiri a parte, ottennero risultati piuttosto scarsi anche in gara. Pochi furono gli sviluppi: al Gran Premio d'Australia furono aggiunti nuovi flap all'ala anteriore rispetto a quanto visto nei test, mentre al GP d'Europa fu adottato un nuovo servosterzo, essenzialmente per permettere alla vettura di utilizzare le gomme preparate dalla Bridgestone per il 2006 (in precedenza si adottavano gomme risalenti alla stagione 2005, in quanto lo sterzo, la ciclistica e il peso della vettura non erano adatti alle gomme più moderne, con conseguenti gravi problemi di aderenza)

## Risultati
La SA05 era dichiaratamente una soluzione ponte, che doveva consentire a piloti e squadra di fare esperienza e soprattutto di iscriversi al mondiale, per il quale è obbligatoria la partecipazione a tutte le gare. La vettura definitiva, la SA06, aveva ovviamente un maggior potenziale, per cui appena fu possibile schierarla, sostituì la SA05. Quest'ultima ottenne, come migliore prestazione in qualifica, la 18ª posizione, conquistata da Sato in America. Per il resto della stagione le posizioni erano quelle intorno al 20-21º posto, con alcune puntate sul 18-19º posto.
In gara le cose non andavano molto meglio, ottenendo il miglior risultato al Gran Premio d'Australia, dove Sato e Ide si classificarono rispettivamente 12° e 13°. Ancora Sato si classificò 14° al Gran Premio di Malesia. Vi furono anche diversi ritiri, non tutti dovuti ad errori dei piloti conclusisi in incidenti. I punti deboli, stando alle motivazioni dei ritiri, apparivano essere una scarsa affidabilità del motore ed una certa fragilità dell'impianto idraulico e di altri particolari.
(Legenda) (I risultati in Grassetto indicano una pole position; i risultati in Corsivo indicano un giro più veloce)
| Anno | Team                | Motore              | Gomme | Piloti   |     |     |    |     |     |     |     |    |     |     |     |  |  |  |  |  |  |  | Punti | Pos. |
| ---- | ------------------- | ------------------- | ----- | -------- | --- | --- | -- | --- | --- | --- | --- | -- | --- | --- | --- |  |  |  |  |  |  |  | ----- | ---- |
| 2006 | Super Aguri F1 Team | Honda RA806E 2.4 V8 | B     | Sato     | 18  | 14  | 12 | Rit | Rit | 17  | Rit | 17 | 15* | Rit | Rit |  |  |  |  |  |  |  | 0     | 11º  |
| 2006 | Super Aguri F1 Team | Honda RA806E 2.4 V8 | B     | Ide      | Rit | Rit | 13 | Rit |     |     |     |    |     |     |     |  |  |  |  |  |  |  | 0     | 11º  |
| 2006 | Super Aguri F1 Team | Honda RA806E 2.4 V8 | B     | Montagny |     |     |    |     | Rit | Rit | 16  | 18 | Rit | Rit | 16  |  |  |  |  |  |  |  | 0     | 11º  |

(*) Indica quei piloti che non hanno terminato la gara ma sono ugualmente classificati avendo coperto, come previsto dal regolamento, almeno il 90% della distanza totale.

## Scheda tecnica
I dati sono ricavati dal sito ufficiale della scuderia.
- Lunghezza: 4,666 m
- Larghezza: 1,800 m
- Altezza: 0,950 m
- Carreggiata Anteriore: 1,472 m
- Carreggiata Posteriore: 1,422 m
- Passo: 3,100 m
- Trazione: Posteriore

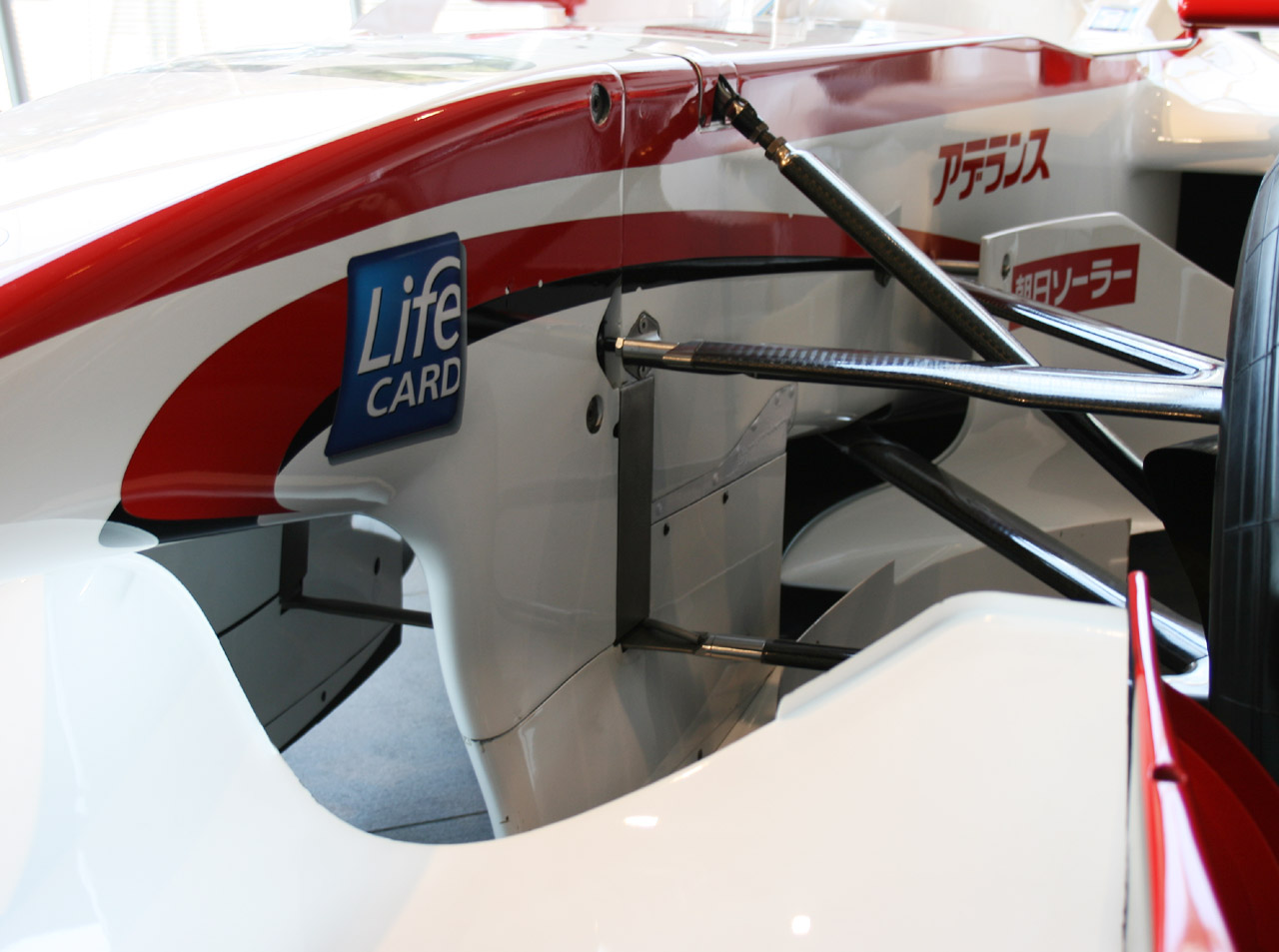
La parte anteriore della SA05, di chiara derivazione Arrows A23

- Cambio: SAF1 con scatola in carbonio, 7 marce avanti, semiautomatico ad azionamento elettroidraulico
- Freni: a disco in carbonio Hitco, pinze AP
- Motore: Honda RA806E, V8 di 90° aspirato, 2400 cm³, 4 valvole per cilindro, regime oltre 18500 giri/min, potenza: > 700 cavalli
- Gomme: Bridgestone Potenza